# Nazarij Fedoriwski
Nazarij Wasylowycz Fedoriwski, ukr. Назарій Васильович Федорівський (ur. 17 kwietnia 1996 w Kijowie) – ukraiński piłkarz występujący na pozycji bramkarza w klubie Obołoń Kijów.

## Kariera klubowa
Wychowanek szkółek piłkarskich Trojeszczyna-2, Dniproweć i BIOMED w Kijowie. W 2009 zaczął szkolić się w klubie Zmina-Obołoń Kijów, barwy którego bronił w juniorskich mistrzostwach Ukrainy (DJuFL). Karierę piłkarską rozpoczął 9 listopada 2013 w podstawowym składzie Obołoni Kijów w wygranym 6:0 meczu z Hirnykiem Krzywy Róg. 28 lipca 2023 roku zadebiutował w Premier-lidze w zremisowanym 0:0 meczu z Kołosem Kowaliwka.

## Kariera reprezentacyjna
Występował w juniorskiej i młodzieżowej reprezentacjach Ukrainy.

## Sukcesy
Obołoń Kijów
- wicemistrz Ukraińskiej Drugiej Ligi: 2014/15
- wicemistrz Ukraińskiej Pierwszej Ligi: 2022/23